# XCR1
XCR1 (англ. X-C motif chemokine receptor 1) – білок, який кодується однойменним геном, розташованим у людей на короткому плечі 3-ї хромосоми.  Довжина поліпептидного ланцюга білка становить 333 амінокислот, а молекулярна маса — 38 508.
| 10         |  | 20         |  | 30         |  | 40         |  | 50         |
| ---------- |  | ---------- |  | ---------- |  | ---------- |  | ---------- |
| MESSGNPEST |  | TFFYYDLQSQ |  | PCENQAWVFA |  | TLATTVLYCL |  | VFLLSLVGNS |
| LVLWVLVKYE |  | SLESLTNIFI |  | LNLCLSDLVF |  | ACLLPVWISP |  | YHWGWVLGDF |
| LCKLLNMIFS |  | ISLYSSIFFL |  | TIMTIHRYLS |  | VVSPLSTLRV |  | PTLRCRVLVT |
| MAVWVASILS |  | SILDTIFHKV |  | LSSGCDYSEL |  | TWYLTSVYQH |  | NLFFLLSLGI |
| ILFCYVEILR |  | TLFRSRSKRR |  | HRTVKLIFAI |  | VVAYFLSWGP |  | YNFTLFLQTL |
| FRTQIIRSCE |  | AKQQLEYALL |  | ICRNLAFSHC |  | CFNPVLYVFV |  | GVKFRTHLKH |
| VLRQFWFCRL |  | QAPSPASIPH |  | SPGAFAYEGA |  | SFY        |  |            |

A: Аланін

C: Цистеїн

D: Аспарагінова кислота

E: Глутамінова кислота

F: Фенілаланін

G: Гліцин

H: Гістидин

I: Ізолейцин

K: Лізин

L: Лейцин

M: Метіонін

N: Аспарагін

P: Пролін

Q: Глутамін

R: Аргінін

S: Серин

T: Треонін

V: Валін

W: Триптофан

Кодований геном білок за функціями належить до рецепторів, g-білокспряжених рецепторів, білків внутрішньоклітинного сигналінгу. 
Локалізований у клітинній мембрані, мембрані.